# 71ª Mostra internazionale d'arte cinematografica di Venezia
La 71ª edizione della Mostra internazionale d'arte cinematografica ha avuto luogo a Venezia, Italia, dal 27 agosto al 6 settembre 2014. Anche quest'anno è stata diretta da Alberto Barbera e organizzata dalla Biennale presieduta da Paolo Baratta.
La madrina della rassegna è stata l'attrice italiana Luisa Ranieri. Il film d'apertura del festival è stato Birdman, del regista Alejandro González Iñárritu.
La giuria, presieduta dal compositore e musicista Alexandre Desplat, ha assegnato il Leone d'oro al miglior film a Un piccione seduto su un ramo riflette sull'esistenza di Roy Andersson.

## Le giurie
Le giurie internazionali della 71ª Mostra internazionale d'arte cinematografica di Venezia sono state composte da:

### Giuria della sezione ufficiale
- Alexandre Desplat (musicista, Francia) - Presidente
- Joan Chen (attrice e regista, Cina)
- Philip Gröning (regista, Germania)
- Jessica Hausner (regista, Austria)
- Jhumpa Lahiri (scrittrice, Stati Uniti d'America)
- Sandy Powell (costumista, Regno Unito)
- Tim Roth (attore, Regno Unito)
- Elia Suleiman (regista, Palestina)
- Carlo Verdone (attore e regista, Italia)

### Giuria della sezione "Orizzonti"
- Ann Hui (regista, Hong Kong) - Presidente
- Moran Atias (attrice, Israele)
- Pernilla August (attrice e regista, Svezia)
- David Chase (sceneggiatore, regista e produttore televisivo, Stati Uniti d'America)
- Mahamat-Saleh Haroun (regista, Ciad-Francia)
- Roberto Minervini (regista e sceneggiatore, Italia-Stati Uniti d'America)
- Alin Tasçiyan (corrispondente, critico cinematografico e editorialista, Turchia)

### Giuria del "Premio Venezia Opera Prima Luigi De Laurentiis"
- Alice Rohrwacher (regista e sceneggiatrice, Italia) - Presidente
- Lisandro Alonso (regista, Argentina)
- Ron Mann (regista e produttore, Canada)
- Vivian Qu (produttrice e regista, Cina)
- Răzvan Rădulescu (scrittore, sceneggiatore e regista, Romania)

## Sezioni principali

### Film in concorso
- Il padre (The Cut) di Fatih Akın (Germania/Francia/Italia/Russia/Canada/Polonia/Turchia)
- Un piccione seduto su un ramo riflette sull'esistenza (En duva satt på en gren och funderade på tillvaron) di Roy Andersson (Svezia/Germania/Norvegia/Francia)
- 99 Homes di Ramin Bahrani (Stati Uniti d'America)
- Ghesse-ha di Rakhshan Bani-Etemad (Iran)
- Il prezzo della gloria (La rançon de la glorie) di Xavier Beauvois (Francia/Belgio/Svizzera)
- Hungry Hearts di Saverio Costanzo (Italia)
- Le Dernier Coup de marteau di Alix Delaporte (Francia)
- Pasolini di Abel Ferrara (Francia/Belgio/Italia)
- Manglehorn di David Gordon Green (Stati Uniti d'America)
- Birdman di Alejandro González Iñárritu (Stati Uniti d'America) - film di apertura
- Tre cuori (3 coeurs) di Benoît Jacquot (Francia)
- Belye noči počtal'ona Alekseja Trjapicyna di Andrej Končalovskij (Russia)
- Il giovane favoloso di Mario Martone (Italia)
- Sivas di Kaan Müjdeci (Turchia)
- Anime nere di Francesco Munzi (Italia/Francia)
- Good Kill di Andrew Niccol (Stati Uniti d'America)
- Loin des hommes di David Oelhoffen (Francia)
- The Look of Silence di Joshua Oppenheimer (Danimarca/Finlandia/Norvegia/Indonesia/Gran Bretagna)
- Fires on the Plain (Nobi) di Shinya Tsukamoto (Giappone)
- Red Amnesia (Chuangru zhe) di Wang Xiaoshuai (Cina)

### Film fuori concorso
- Words with Gods di Guillermo Arriaga, Emir Kusturica, Amos Gitai, Mira Nair, Warwick Thornton, Héctor Babenco, Bahman Ghobadi, Hideo Nakata, Álex de la Iglesia (Messico/Stati Uniti d'America)
- Tutto può accadere a Broadway (She's Funny That Way) di Peter Bogdanovich (Stati Uniti d'America)
- Dearest (Qin' ai de) di Peter Ho-Sun Chan (Hong Kong/Cina)
- Olive Kitteridge di Lisa Cholodenko (Stati Uniti d'America) - Miniserie
- Burying the Ex di Joe Dante (Stati Uniti d'America)
- Perez. di Edoardo De Angelis (Italia)
- La zuppa del demonio di Davide Ferrario (Italia)
- The Sound and the Fury di James Franco (Stati Uniti d'America)
- Tsili di Amos Gitai (Israele/Russia/Italia/Francia)
- La trattativa di Sabina Guzzanti (Italia)
- The Golden Era (Huangjin shidai) di Ann Hui (Cina/Hong Kong)
- Hwajang di Im Kwon-taek (Corea del Sud)
- The Humbling di Barry Levinson (Stati Uniti d'America)
- The Old Man of Belem (O velho do restelo) di Manoel de Oliveira (Portogallo/Francia)
- Boxtrolls - Le scatole magiche (The Boxtrolls) di Anthony Stacchi e Annable Graham (Gran Bretagna) - film d'animazione
- Nymphomaniac Volume II di Lars von Trier (Danimarca/Germania/Francia/Belgio) - versione estesa

#### Documentari
- Italy in a Day - Un giorno da italiani di Gabriele Salvatores (Italia/Gran Bretagna)
- Im Keller di Ulrich Seidl (Austria)

### Orizzonti
- Theeb di Naji Abu Nowar (Giordania/Emirati Arabi Uniti/Qatar/Gran Bretagna)
- Line of Credit (Kreditis Limiti) di Salome Alexi (Georgia/Germania/Francia)
- Senza nessuna pietà di Michele Alhaique (Italia)
- Cymbeline di Michael Almereyda
- La vita oscena di Renato De Maria (Italia)
- Near Death Experience di Benoît Delépine e Gustave Kervern (Francia)
- Réalité di Quentin Dupieux (Francia/Belgio/Stati Uniti d'America)
- Goodnight Mommy (Ich seh, Ich seh) di Veronika Frank e Severin Fiala (Austria)
- Ja-yu-ui eondeok di Hong Sang-soo (Corea del Sud)
- Bypass di Duane Hopkins (Gran Bretagna)
- The President di Mohsen Makhmalbaf (Georgia/Francia/Gran Bretagna/Germania)
- Jackie & Ryan di Ami Canaan Mann (Stati Uniti d'America)
- Belluscone - Una storia siciliana di Franco Maresco (Italia)
- Nabat di Elchin Musaoglu (Azerbaigian)
- Heaven Knows What di Josh e Benny Safdie (Stati Uniti d'America/Francia)
- These are the rules (Takva su pravila) di Ognjen Svilicic (Croazia/Francia/Serbia/Repubblica di Macedonia)
- Court di Chaitanya Tamhane (India)

#### Cortometraggi
- La bambina (Bache) di Ali Asgari (Italia/Iran)
- Ferdinand Knapp di Andrea Baldini (Francia)
- Great Heat (Da shu) di Tao Chen (Cina)
- Mademoiselle di Guillame Gouix (Francia)
- Castillo y el armado di Pedro Harres (Brasile)
- Daily bread (Pat - Lehem) di Idan Hubel (Israele)
- L'attesa del maggio di Simone Massi (Italia)
- 3/105 di Avelina Prat e Diego Opazo (Spagna)
- Maryam di Sidi Saleh (Indonesia)
- Arta di Adrian Sitaru (Romania)
- Era apocrypha di Brendan Sweeny (Stati Uniti d'America)
- Cams di Carl-Johan Westregård (Svezia)
- In overtime (Fi al waqt al dae'a) di Rami Yasin (Giordania/Palestina)

#### Fuori concorso
- Io sto con la sposa di Antonio Augugliaro, Gabriele Del Grande, Khaled Soliman al Nassiry (Italia/Palestina)
- Lift you up di Ramin Bahrani (Stati Uniti d'America)
- L'attesa del maggio di Simone Massi (Italia)

## Sezioni autonome e parallele

### Settimana Internazionale della Critica

#### In concorso
- Una bara da seppellire (Binguan) di Xin Yukun (Cina)
- Dancing with Maria di Ivan Gergolet (Italia/Argentina/Slovenia)
- Agitarsi nel mezzo del nulla (Đập cánh giữa không trung) di Nguyễn Hoàng Điệp (Vietnam/Francia/Norvegia/Germania)
- Figlio di nessuno (Ničije dete) di Vuk Ršumović (Serbia)
- Terra battuta (Terre battue) di Stéphane Demoustier (Francia/Belgio)
- Villa Touma di Suha Arraf (Palestina)
- Cuore frantumato (Zerrumpelt Herz) di Timm Kröger (Germania)

#### Eventi speciali fuori concorso
- Melbourne di Nima Javidi (Iran)
- Arance e martello di Diego Bianchi (Italia)

### Giornate degli Autori

#### Selezione ufficiale
- El 5 de talleres di Adrián Biniez (Argentina)
- Ritorno a l'Avana (Retour a Ithaque) di Laurent Cantet (Francia/Belgio)
- Before I Disappear di Shawn Christensen (Stati Uniti d'America/Gran Bretagna)
- The Smell of Us di Larry Clark (Francia)
- Messi di Álex de la Iglesia (Spagna)
- I nostri ragazzi di Ivano De Matteo (Italia)
- Les nuits d'été di Mario Fanfani (Francia)
- Patria di Felice Farina (Italia)
- Métamorphoses di Christophe Honoré (Francia)
- Between 10 and 12 (Tussen 10 en 12) di Peter Hoogendoorn (Belgio/Francia/Paesi Bassi)
- One on One (Il-dae-il) di Kim Ki-duk (Corea del Sud)
- The Farewell Party (Mita Tova) di Sharon Maymon, Tal Granit (Israele)
- The Goob di Guy Myhill (Regno Unito)
- Labour of Love (Asha Jaoar Majhe) di Adityavikram Sengupta (Bengali/India)
- They have escaped (He ovat paenneet) di Jukka Pekka Valkepaa (Finlandia)

#### Eventi speciali
- 9x10 novanta di Marco Bonfanti, Claudio Giovannesi, Alina Marazzi, Pietro Marcello e Sara Fgaier, Giovanni Piperno, Costanza Quatriglio, Paola Randi, Alice Rohrwacher, Roland Sejko (Italia)
- The show MAS go on di Rä di Martino (Italia)
- The Lack di Masbedo (Italia)
- Five Star di Keith Miller (Stati Uniti d'America)

#### Progetto Women's Tales
- Spark and Light di So Yong Kim
- Somebody di Miranda July

#### Premio Lux
- Class Enemy (Razredni sovraznik) di Rok Biček (Slovenia)
- Ida di Paweł Pawlikowski (Polonia)
- Diamante nero (Bande de filles) di Céline Sciamma (Francia)

## I premi

### Premi della selezione ufficiale
- Leone d'oro al miglior film: Un piccione seduto su un ramo riflette sull'esistenza (En duva satt på en gren och funderade på tillvaron) di Roy Andersson (Svezia)
- Leone d'argento - Gran premio della giuria: The Look of Silence di Joshua Oppenheimer (Danimarca/Finlandia/Norvegia/Indonesia/Gran Bretagna)
- Leone d'argento per la miglior regia: Andrej Končalovskij per Belye noči počtal'ona Alekseja Trjapicyna (Russia)
- Coppa Volpi per la migliore interpretazione femminile: Alba Rohrwacher per Hungry Hearts
- Coppa Volpi per la migliore interpretazione maschile: Adam Driver per Hungry Hearts
- Premio Osella per la migliore sceneggiatura: Ghesse-ha di Rakhshan Bani-Etemad (Iran)
- Premio speciale della giuria: Sivas di Kaan Müjdeci (Turchia)
- Premio Marcello Mastroianni ad un attore o attrice emergente: Romain Paul per Le Dernier Coup de marteau

### Premi alla carriera
- Leone d'oro alla carriera: a Thelma Schoonmaker e Frederick Wiseman[4]
- Premio Jaeger-LeCoultre Glory to the Filmmaker: a James Franco[5]

### Orizzonti
- Premio Orizzonti per il miglior film: Court di Chaitanya Tamhane
- Premio Orizzonti per la miglior regia: Theeb di Naji Abu Nowar
- Premio Speciale della Giuria Orizzonti: Belluscone - Una storia siciliana di Franco Maresco
- Premio Orizzonti per il miglior attore: Emir Hadzihafizbegovic per These Are the Rules (Takva su pravila)
- Premio Orizzonti per il miglior cortometraggio: Maryam di Sidi Saleh

### Premio Venezia Opera Prima "Luigi de Laurentiis"
- Court di Chaitanya Tamhane

### Premio Venezia Classici per il Miglior Documentario sul Cinema
- Animata resistenza di Francesco Montagner e Alberto Girotto

### Premio Venezia Classici per il Miglior Film Restaurato
- Una giornata particolare di Ettore Scola

### Premi collaterali
- Premio FIPRESCI:
  - Miglior film Venezia 71 a The Look of Silence di Joshua Oppenheimer
  - Miglior film Orizzonti e Settimana Internazionale della Critica a Nicije dete - Figlio di nessuno di Vuk Ršumovic
- Premio Label Europa Cinemas a I nostri ragazzi di Ivano de Matteo
- Mouse d'oro a The Look of Silence di Joshua Oppenheimer
- Mouse d'argento a Olive Kitteridge di Lisa Cholodenko
- Queer Lion a Les nuits d'été di Mario Fanfani
- Premio SIGNIS: a Loin des hommes di David Oelhoffen
  - Menzione speciale a 99 Homes di Ramin Bahrani
- Premio Francesco Pasinetti:
  - Miglior film a Anime nere di Francesco Munzi
  - Migliori attori: Elio Germano e Alba Rohrwacher
  - Miglior regia a Saverio Costanzo per Hungry Hearts
  - Menzione speciale a Pierfrancesco Favino
- Leoncino d'Oro Agiscuola per il Cinema: a Birdman di Alejandro González Iñárritu
- Segnalazione Cinema for UNICEF: a Hungry Hearts di Saverio Costanzo
- Premio Arca CinemaGiovani a Loin Des Hommes di David Oelhoffen
  - Miglior film a Belluscone - Una storia siciliana di Franco Maresco
- Premio CICAE - Cinema d'Arte e d'Essai a Heaven Knows What di Josh e Benny Safdie
- Premio Interfilm - Premio per la promozione del dialogo interreligioso a Loin Des Hommes di David Oelhoffen
- Premio Lanterna Magica (CGS) a Le Dernier Coup de marteau di Alix Delaporte
- Premio FEDIC a Io sto con la sposa di Antonio Augugliaro, Gabriele Del Grande e Khaled Soliman Al Nassiry
  - Menzione speciale a Italy in a Day - Un giorno da italiani di Gabriele Salvatores
- Premio Brian a Mita Tova - The Farewell Party di Tal Granit e Sharon Maymon
- Future Film Festival Digital Award a Birdman di Alejandro González Iñárritu
- Premio Green Drop a Belye noči počtal'ona Alekseja Trjapicyna di Andrej Končalovskij
- Premio Open a Rä di Martino
- Premio Padre Nazareno Taddei a Birdman di Alejandro González Iñárritu
- Premio Schermi di Qualità a Anime nere di Francesco Munzi
- Premio The Most Innovative Budget a Italy in a Day - Un giorno da italiani di Gabriele Salvatores
- Premio Gillo Pontecorvo a The show mas go on di Rä di Martino
- Premio Giovani Giurati del Vittorio Veneto Film Festival a 99 Homes di Ramin Bahrani
  - Menzione speciale all'Opera Prima a Il padre (The Cut) di Fatih Akın
  - Miglior attore a Elio Germano
- Premio Soundtrack Stars:
  - Premio della critica ad Alexandre Desplat
  - Premio per la miglior colonna sonora a Birdman di Alejandro González Iñárritu
- Premio del pubblico "RaroVideo" – Settimana della Critica a Nicije dete - Figlio di nessuno di Vuk Ršumovic
- Premi Fedeora
  - Giornate Degli Autori
    - Miglior Film a One on One di Kim Ki-duk
    - Miglior regista esordiente a Aditya Vikram Sengupta per Asha Jaoar Majhe - Labour of Love

  - Settimana Internazionale della Critica
    - Miglior sceneggiatore a Vuk Ršumovic per Nicije dete - Figlio di nessuno
    - Miglior Film a Flapping in the Middle of Nowhere di Nguy?n Hoàng Ði?p
- Venezia 71 - Premio per il miglior film europeo dell'area mediterranea a The Look of Silence di Joshua Oppenheimer